# 魚野川橋梁 (飯山線)
魚野川橋梁（うおのがわきょうりょう）は、新潟県長岡市（旧川口町）の魚野川に架かる東日本旅客鉄道（JR東日本）飯山線の鉄道橋である。

## 概要
国鉄十日町線（現・飯山線）の越後川口駅 - 越後岩沢駅間の建設工事に伴って1925年（大正14年）に完成し、1927年（昭和2年）に供用開始した。内ケ巻駅 - 越後川口駅間の信濃川水系である魚野川に架かる全長361.7 m（メートル）の橋梁である（外部リンク参照）。
2004年（平成16年）10月23日に発生した、新潟県北魚沼郡川口町（現在は長岡市）を震源地とする平成16年新潟県中越地震では、本橋梁の橋脚などに損傷を受けている。

## 構造

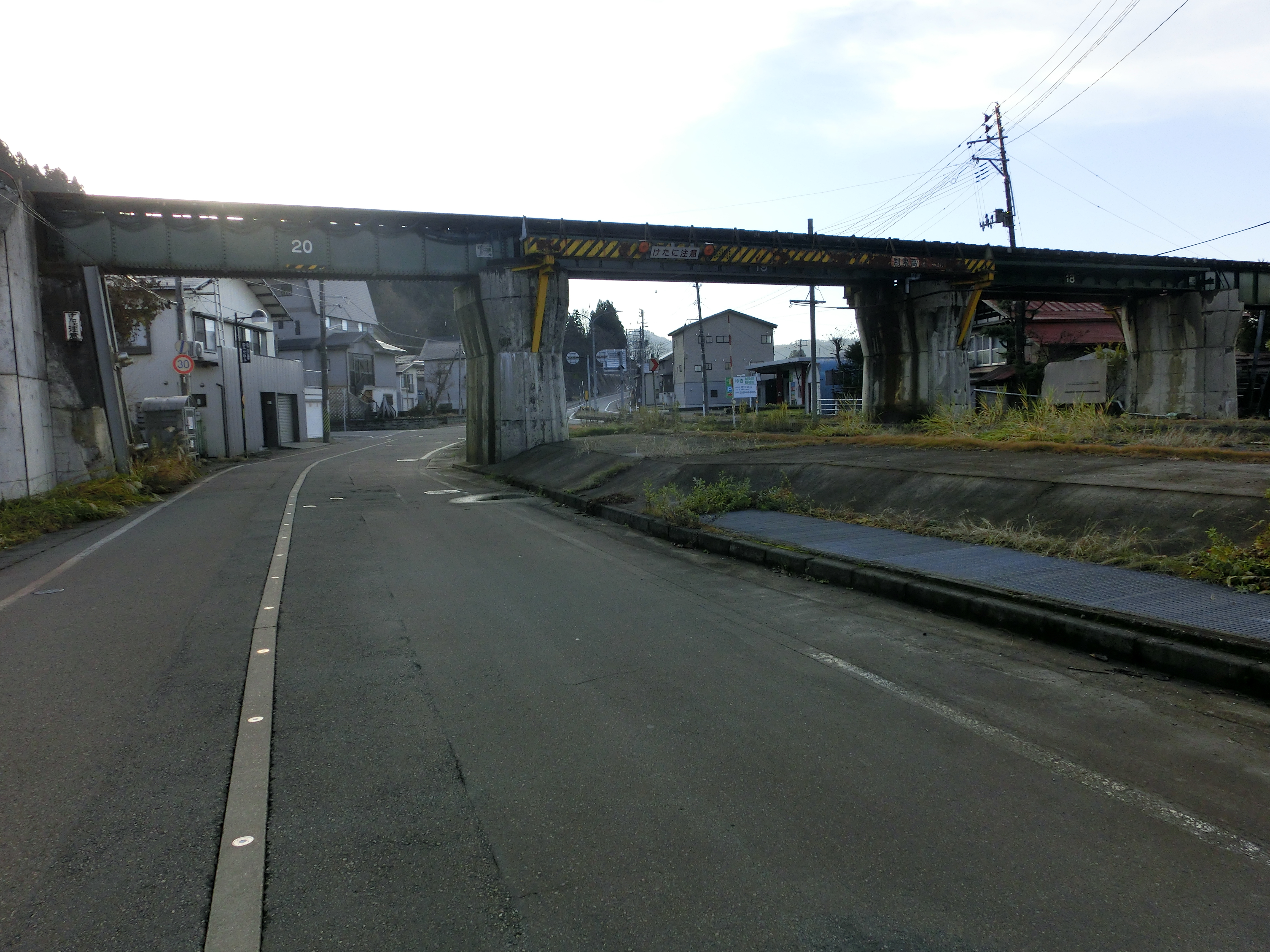
橋の東川口側。20,19,18連目を示す数字が読み取れる。19,18連目は国道17号を下に通している。

20連の単線上路式プレートガーダーの形式であり、川崎造船所兵庫工場製である。
支間長は以下のとおり（内ヶ巻方より）。

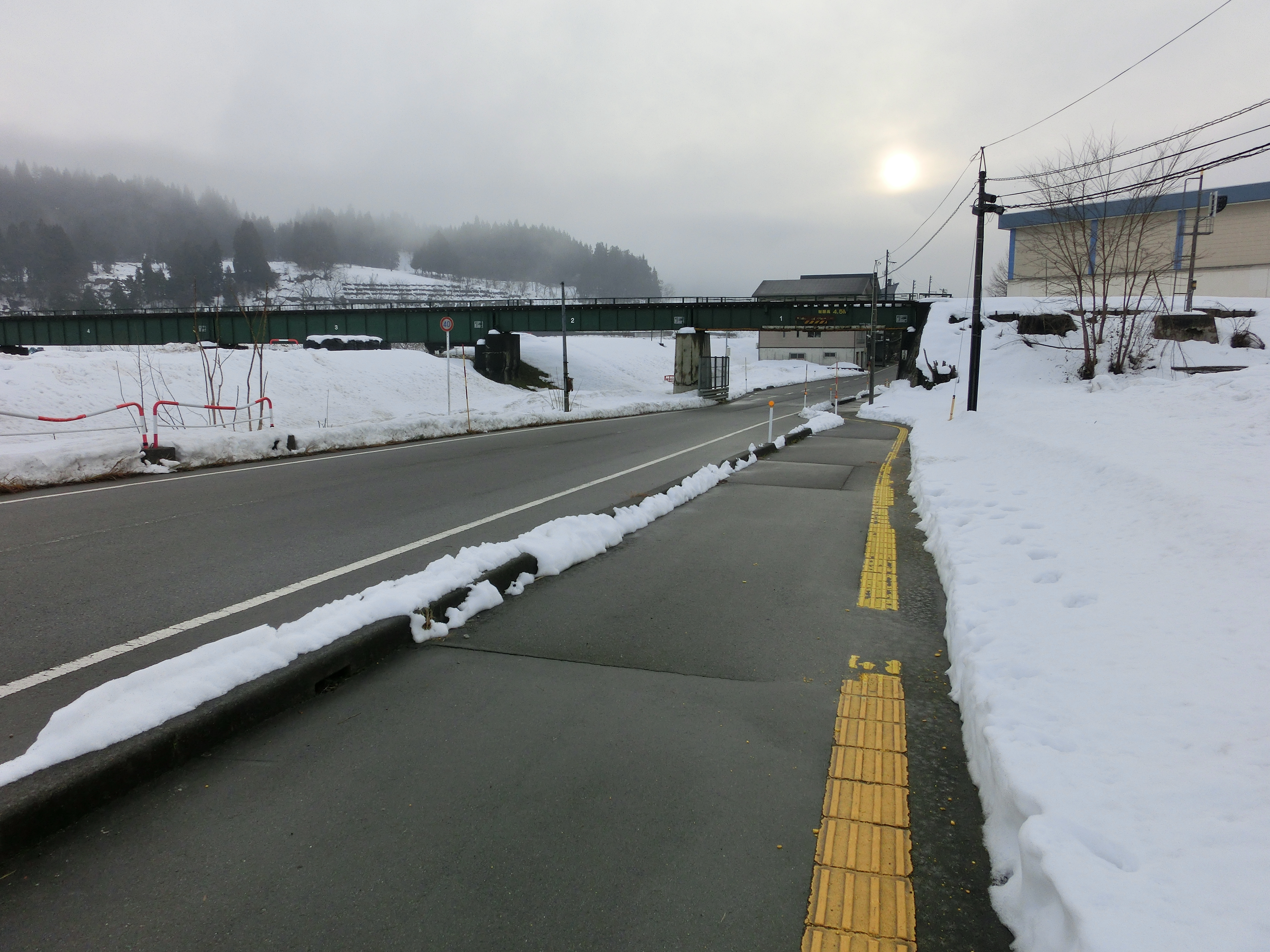
橋の西川口側。4,3,2,1連目を示す数字が読み取れる。新潟県道557号西川口和南津線を下に通している。

- 1 - 2連目：支間長12.903 m（桁高が若干低い）
- 3 - 12連目：支間長22.149 m
- 13 - 19連目：支間長12.903 m（桁高が若干低い）
- 20連目：支間長9.754 m（桁高が若干低い）橋の東川口側。20,19,18連目を示す数字が読み取れる。19,18連目は国道17号を下に通している。

## 周辺

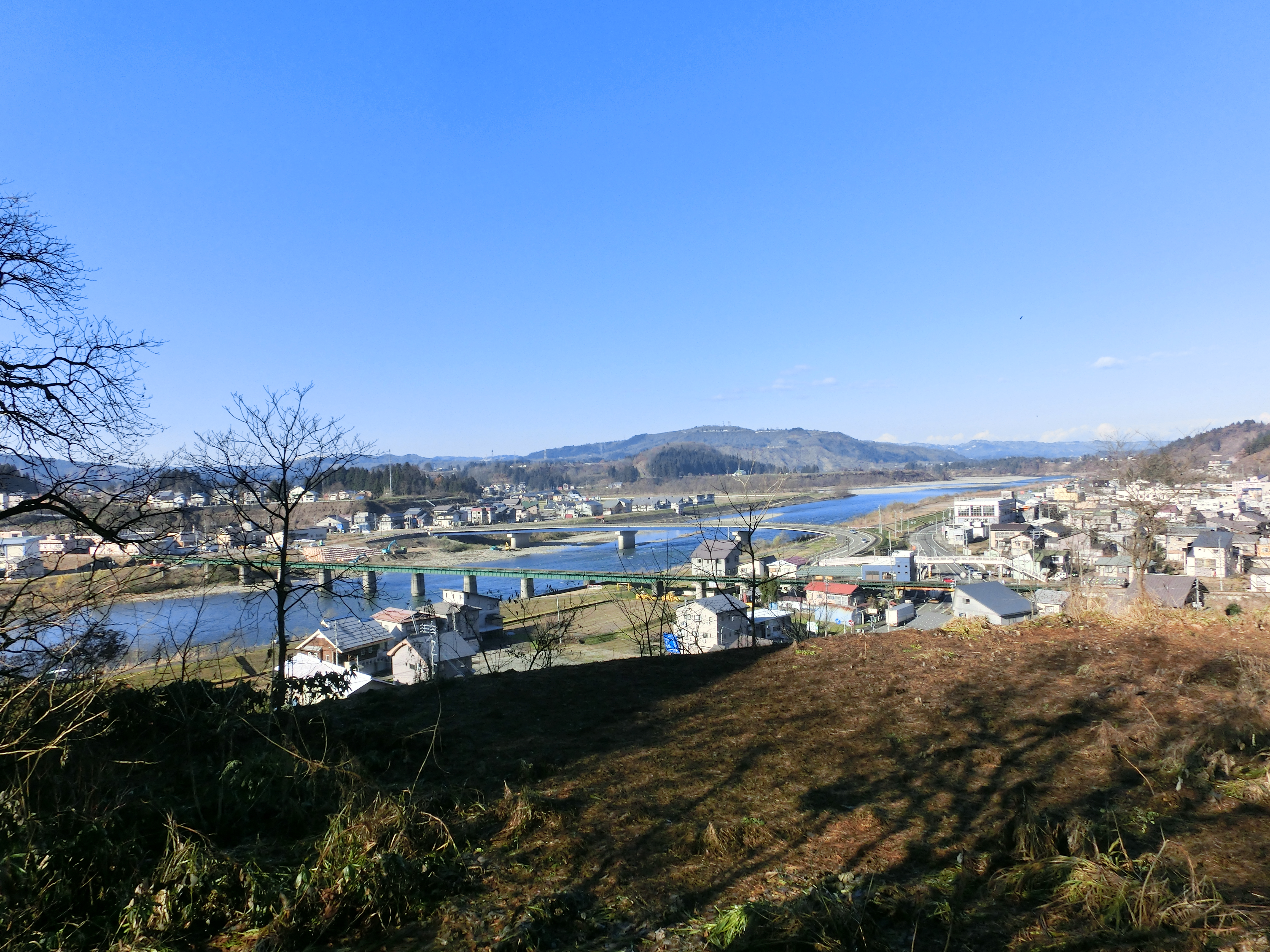
飯山線魚野川橋梁と川口橋。右岸上流側より撮影。

- 新潟県道71号小千谷川口大和線
- 川口橋
- 関越自動車道

川口（東川口）地区
- 国道17号
- 新潟県道197号向山越後川口停車場線
- 長岡市役所川口支所
- 長岡市立川口図書館飯山線魚野川橋梁と川口橋。右岸上流側より撮影。

西川口地区
- 新潟県道557号西川口和南津線
- 長岡市立川口小学校
- 長岡市立川口中学校